# Zdravko Klanac
Brigadni general Zdravko Klanac (8. ožujka 1963.), hrvatski general, bivši ravnatelj Vojne sigurnosno-obavještajne agencije.
General Klanac pripadnik je Oružanih snaga RH od 1991. godine i sudionik Domovinskog rata. Tijekom službe u OSRH, obnašao je, između ostalih, dužnost zapovjednika 114. brigade HV-a, načelnika stožera 9. gardijske brigade Gospić, voditelja Odjela za protokol MORH-a, zapovjednika Učilišta HRM-a u Splitu, tajnika Kabineta ministra, te zapovjednika Središnjice za upravljanje osobljem OSRH.
17. srpnja 2012. stupio je na dužnosti ravnatelja Vojne sigurnosno obavještajne agencije (VSOA), nakon što je dotadašnjem ravnatelju general pukovniku Darku Grdiću istekao mandat.
Završio je Zapovjedno stožernu školu "Blago Zadro", Ratnu školu "Ban Josip Jelačić", te US Army Command and General staff College Forth Leavenworth u SAD-u, a 2005. i 2006. godine sudjelovao je u mirovnoj misiji UN-a u Obali Bjelokosti.
Odlikovan je Spomenicom Domovinskog rata, Spomenicom domovinske zahvalnosti, Redom hrvatskog trolista te medaljama "Ljeto 95" i "Oluja".